# Ursa Major Technologies
Ursa Major Technologies is een Amerikaans bedrijf dat is gespecialiseerd in het bouwen van vloeibarebrandstofmotoren voor draagraketten en hypersonische voertuigen van derden. Het bedrijf werd opgericht in 2015 door Joe Laurienti en is gevestigd in Berthoud, in de staat Colorado.
In 2023 ontving Ursa Major ook een investering om de ontwikkeling van vastebrandstofmotoren op te starten. Er waren vanuit Het Pentagon al zorgen over het selecte aantal Amerikaanse bedrijven dat vastebrandstofmotoren kan produceren en sinds de oorlog in Oekraïne is er veel meer productiecapaciteit nodig om aan de vraag te kunnen voldoen. 
Op 9 maart 2024 werd voor het eerst een voertuig aangedreven door een raketmotor van Ursa Major. Het ging om een prototype van de Stratolaunch Talon A, een hypersonisch vliegtuig dat een Hadley als hoofdmotor heeft.

## Raketmotoren

### Hadley
In 2018 startte het bedrijf met hun eerste prototype-raketmotor: de Hadley. Deze kerolox-motor (kerolox betekent kerosine als brandstof en vloeibare zuurstof als oxidator) is ontworpen om 22 kilonewton te leveren en werkt volgens een zuurstofrijke gesloten verbrandingscyclus. Anno 2023 zijn er drie varianten van de Hadley in productie genomen voor verschillende klanten. 
- Stratolaunch gebruikt de hypersonische variant voor hun Talon A, een onbemand hypersonisch raketvliegtuig.
- Phantom Space Corporation wil een zee-niveau variant van de Hadley voor hun Daytona-raket gaan gebruiken.
- Astra zal een variant voor gebruik buiten de atmosfeer voor de tweede trap van hun Rocket 4 gebruiken.
- Vector Launch wil de Hadley als hoofdmotoren voor de eerstetrap van hun lichte draagraketten gaan gebruiken.
- Sirius Technologies kocht in april 2025 tien Hadleys voor de voortstuwing van een nieuwe single stage to orbit-raket.

In april 2023 gaf het bedrijf aan jaarlijks 30 van deze motoren te bouwen. Op 9 maart 2024 debuteerde de Hadley tijdens de eerste hypersonische vlucht van Stratolaunch’s Talon A.

### Ripley
De Ripley is in de testfase en moet met 220 kilonewton 10 keer zo krachtig als de Hadley zijn. Deze werkt eveneens op kerolox en via een zuurstofrijke gesloten verbrandingscyclus.

### Arroway
De Arroway is een methaloxmotor (methaan en vloeibare zuurstof) in ontwikkeling, die goed is voor een stuwkracht van 880 kilonewton. Deze werkt volgens een full-flow gesloten verbrandingscyclus.

### Draper
De Draper is een raketmotor in ontwikkeling die op kerosine en waterstofperoxide werkt. Deze moet ongeveer 17,5 kilonewton gaan leveren via een gesloten katalysator-cyclus.